# David Shields
David Shields (Los Angeles, 22 de Julho de 1956) é um escritor norte-americano de ficção e não ficção.

## Vida e trabalho
Shields, nascido em Los Angeles em 1956, licenciou-se na Universidade de Brown em 1978, com prémio de honra em Literatura Inglêsa, magna cum laude, Phi Beta Kappa. Em 1980, obteve um MFA em Ficção, com prémio de honra, da University of Iowa Writers' Workshop.
O primeiro romance de Shields, Heroes, foi publicada em 1984. De 1985 a 1988, foi um professor assistente visitante na Universidade de St. Lawrence em Canton, New Iorque. Em 1989, publicou o seu segundo romance, Dead Languages, um livro sobre um rapaz que gagueja tanto que venera as palavras. O terceiro livro de Shields, Drowning: A Novel in Stories (1992), marcou o início da sua mudança da ficção literária tradicional para a colagem, a mistura de géneros, ensaios e autobiografias. Esta mudança continuou e aprofundou-se em livros como Remote: Reflections on Life in the Shadow of Celebrity (1996), Black Planet: Facing Race During an NBA Season (1999), Enough About You: Notes Toward the New Autobiography (2002), e The Thing About Life Is That One Day You'll Be Dead (2008). O livro seguinte de Shields, Reality Hunger: A Manifesto (Knopf, 2010), defende defende a obliteração das distinções entre géneros, o derrubamento de leis em matéria de apropriação, bem como a criação de novas formas de um novo milénio.
Shields é um escitor residente Milliman Distinguished na Universidade de Washington. Também é membro dp quadro de docentes do Programa MFA para Escritores da Warren Wilson College . O seu trabalho tem sido traduzido para vinte idiomas.
Shields vive em Seattle com a sua esposa e filha.

## Obras
- I Think You're Totally Wrong, co-autor com Caleb Powell, Knopf, 2015
- Salinger, co-autor com Shane Salerno, Simon & Schuster, 2013
- How Literature Saved My Life, Knopf, 2013
- Fakes, co-editor com Matthew Vollmer, W.W. Norton, 2012
- The Inevitable: Contemporary Writers Confront Death, co-editor com Bradford Morrow, W.W. Norton, 2011
- Reality Hunger: A Manifesto, Knopf, 2010
- A grande chatice da vida é... acabar - no original The Thing About Life Is That One Day You'll Be Dead, Knopf, 2008
- Body Politic:  The Great American Sports Machine, Simon & Schuster, 2004
- Enough About You: Adventures in Autobiography, Simon & Schuster, 2002
- "Baseball Is Just Baseball":  The Understated Ichiro, TNI Books, 2001
- Black Planet:  Facing Race during an NBA Season, Crown, 1999
- Remote:  Reflections on Life in the Shadow of Celebrity, Knopf, 1996
- Handbook for Drowning:  A Novel in Stories, Knopf 1992
- Dead Languages:  A Novel, Knopf 1989
- Heroes: A Novel, Simon & Schuster, 1984

## Prémios
- John Simon Guggenheim Memorial Foundation fellowship, 2005–2006
- Finalist, National Book Critics Circle Award, para Black Planet, 2000
- Finalist, PEN USA Award, para Black Planet, 2000
- PEN/Revson Award, 1992
- National Endowment for the Arts fellowships, 1991, 1982